# Limana
Limana ist eine nordostitalienische Gemeinde (comune) mit 5397 Einwohnern (Stand 31. Dezember 2023) in der Provinz Belluno in Venetien. Die Gemeinde liegt etwa 4 Kilometer von Belluno am Zusammenfluss des Limana mit dem Piave. Limana grenzt unmittelbar an die Provinz Treviso und ist Teil der Comunità Montana Val Belluna.

## Gemeindepartnerschaften
Limana unterhält Partnerschaften mit folgenden Städten und Gemeinden:
- Frankreich: Longuyon, Département Meurthe-et-Moselle (seit 1971)
- Deutschland: Schmitshausen, Rheinland-Pfalz (seit 1971)
- Luxemburg: Walferdingen (seit 1971)
- Vereinigte Staaten: Grass Valley, Kalifornien (seit 2005)

## Persönlichkeiten
- Giovanni Pierio Valeriano Bolzanio (1477–1558), Humanist und Theologe, in Limana aufgewachsen